# Spływ gruzowy
Spływ gruzowy – zjawisko masowe, tworzące się po wystąpieniu gwałtownych opadów deszczu, kiedy woda opadowa z błotem i drobnym materiałem gruzowym spływająca z górnej części stoku po powierzchni jest w stanie poruszyć i upłynnić grubszy materiał gruzowy. Płynące po stoku błoto ma o wiele większy ciężar właściwy od wody, dlatego też jest w stanie transportować płynące w nim niekiedy wielkie głazy. 
Spływy gruzowe przyjmują różną formę, w zależności od transportowanego materiału. W przypadku, gdy jest to frakcja drobna, mówi się o spływie błotnym. Jeśli frakcja jest większa oraz widoczne są kamienie lub głazy, to mamy do czynienia z typowym spływem gruzowym. Zdarza się także, że materiałem transportowanym przez wodę są drzewa i gałęzie. Zjawisko spływu gruzowego samo w sobie jest procesem dynamicznym i bardzo groźnym w skutkach.

## Sposoby zapobiegania spływom gruzowym
Ważne jest zastosowanie takiego rozwiązania ochronnego, które będzie w stanie wytrzymać uderzenie fali spływającego spływu gruzowego.  Pomimo że miejsca powstawania spływów gruzowych można w bardzo prosty sposób zaobserwować, to bardzo trudno jest zapobiec ich powstawaniu. Najpowszechniejszą metodą radzenia sobie z tego typu zjawiskami jest zmniejszenie prędkości przepływu cieku wodnego (zmniejszenie spadku hydraulicznego) oraz rozproszenie energii fali spływu gruzowego. Do tego celu stosuje się różnego typu konstrukcje, które spełniają wymagania odporności zarówno dynamicznej, jak i statycznej.
Wyróżniamy 2 typy zabezpieczeń przed spływami gruzowymi:
Żelbetowe tamy lub mury oporowe – są to ciężkie, masywne konstrukcje wykonane z betonu. Są to konstrukcje wielkogabarytowe, a także związane są z ogromną skalą prac przygotowawczych. Należy również pamiętać, że są trudne w instalacji i utrzymaniu.Instalacje te dość mocno ingerujące w krajobraz. Dodatkowo tego typu konstrukcje sztywne źle znoszą oddziaływanie dynamiczne o dużej energii.

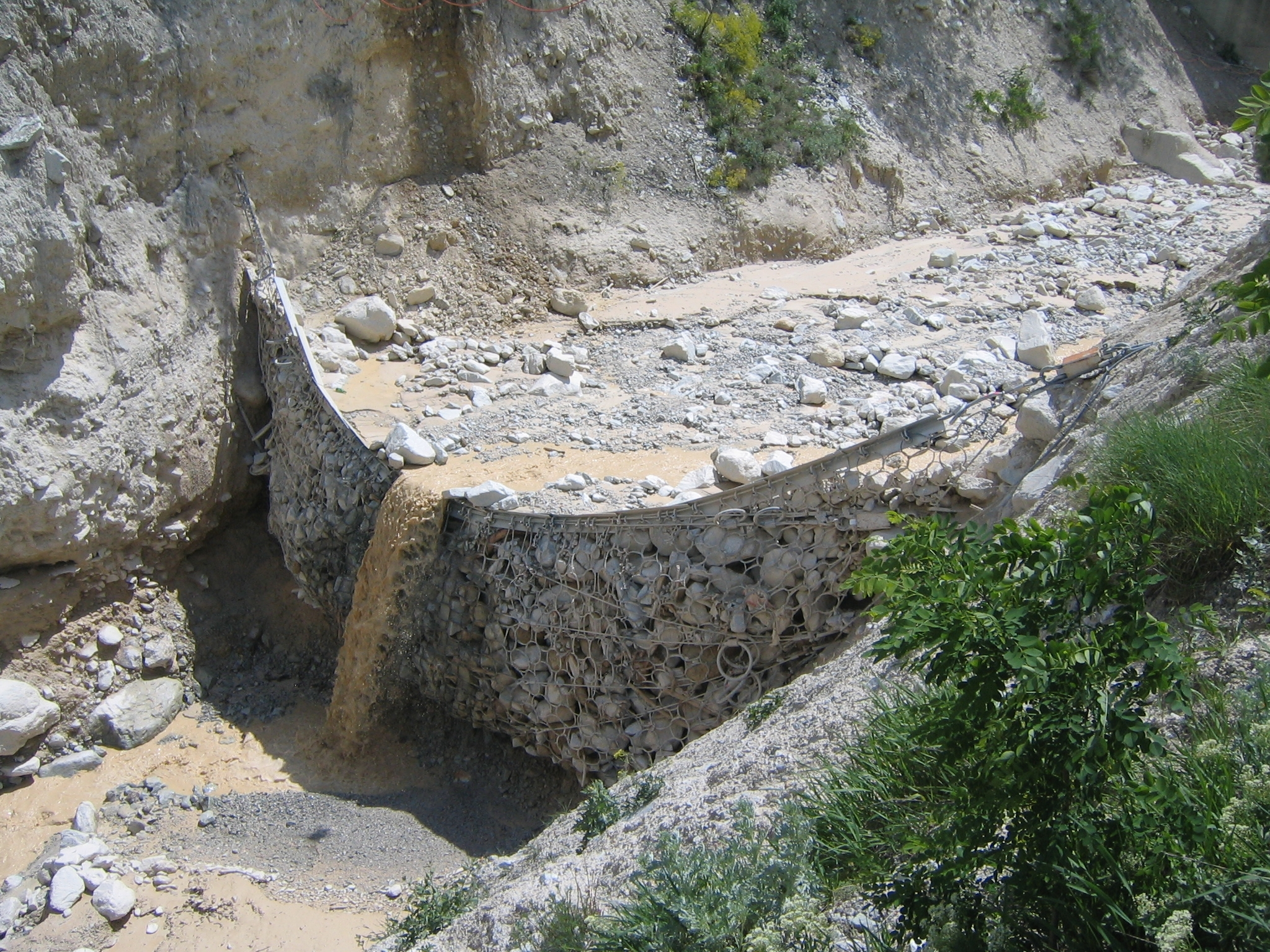
Elastyczna bariera przeciwrumowiskowa

Lekkie bariery gruzowe (system siatek pierścieniowych, dzięki którym nacierający spływ gruzowy ulega rozdziałowi: gruz zostaje powstrzymany, natomiast woda i drobny materiał przechodzi przez barierę. Elastyczne bariery przeciwrumowiskowe mogą być używane:
- do zmniejszania objętości spływów gruzowych,
- do zatrzymywania spływów gruzowych,
- jako bariery zapasowe / naprawcze,
- jako bariery zatrzymujące spływające pnie drzew.

W zależności od szerokości potoku oraz parametrów projektu stosowane są różne typy barier:
Dla potoków o szerokości ok. 15 m instaluje się bariery bez słupów nośnych, mocowane bezpośrednio do ścian potoku przy pomocy kotew linowych, posiadających elastyczne głowice. Siatka pierścieniowa jest mocowana do górnej liny pomocniczej wyposażonej w pierścienie bezpieczeństwa oraz do lin granicznych.
W przypadku większych potoków, stosowane są bariery instalowane z wykorzystaniem słupów nośnych kotwionych bezpośrednio w łożysku potoku przy pomocy kotew linowych z głowicami elastycznymi. Ten typ barier stosowany jest przy rozpiętości większej od 15 m.